# Dylewo (gromada)
Dylewo – dawna gromada, czyli najmniejsza jednostka podziału terytorialnego Polskiej Rzeczypospolitej Ludowej w latach 1954–1972.
Gromady, z gromadzkimi radami narodowymi (GRN) jako organami władzy najniższego stopnia na wsi, funkcjonowały od reformy reorganizującej administrację wiejską przeprowadzonej jesienią 1954 do momentu ich zniesienia z dniem 1 stycznia 1973, tym samym wypierając organizację gminną w latach 1954–1972.
Gromadę Dylewo z siedzibą GRN w Dylewie utworzono – jako jedną z 8759 gromad na obszarze Polski – w powiecie ostrołęckim w woj. warszawskim, na mocy uchwały nr VI/10/10/54 WRN w Warszawie z dnia 5 października 1954. W skład jednostki weszły obszary dotychczasowych gromad Dylewo Nowe i Dylewo Stare ze zniesionej gminy Kadzidło oraz obszar dotychczasowej gromady Szafarnia ze zniesionej gminy Durlasy w tymże powiecie. Dla gromady ustalono 14 członków gromadzkiej rady narodowej.
31 grudnia 1959 do gromady Dylewo przyłączono obszar zniesionej gromady Gleba w tymże powiecie (bez wsi Kierzek).
31 grudnia 1961 do gromady Dylewo włączono wsie Aleksandrowo i Obierwia ze zniesionej gromady Olszewka w tymże powiecie.
Gromada przetrwała do końca 1972 roku, czyli do kolejnej reformy gminnej.